# Leandro Euzébio
Leandro Euzébio (Cabo Frio, 18 augustus 1981) is een Braziliaans voetballer.
Hij kwam in 2010 bij Fluminense terecht na een goed seizoen met Goiás EC gespeeld te hebben. Dit betekende voor hem een terugkeer bij de club na tien jaar. Hij stond samen met Gum in het hart van de verdediging en werd in zijn eerste seizoen Braziliaans landskampioen met Fluminense. In 2012 werd hij weer kampioen en werd tevens de Taça Guanabara en het Campeonato Carioca gewonnen. Hij speelde meer dan 100 officiële wedstrijden voor Fluminense alvorens hij de club in 2014 verliet. Hij vertrok naar Qatar om te gaan spelen bij Al-Khor, maar kwam hier niet tot speelminuten. Hierop keerde hij terug naar Brazilië, waar hij voor verscheidene kleinere clubs uitkwam.  

## Erelijst
Cruzeiro
- Campeonato Mineiro: 2006

Fluminense
- Campeonato Brasileiro Série A: 2010, 2012
- Taça Guanabara: 2012
- Campeonato Carioca: 2012